# مایکل سورین
مایکل سورین (انگلیسی: Michel Sorin؛ زادهٔ ۱۸ سپتامبر ۱۹۶۱) بازیکن فوتبال اهل فرانسه است.
از باشگاه‌هایی که در آن بازی کرده‌است می‌توان به باشگاه فوتبال رن و باشگاه فوتبال استاد برستوا ۲۹ اشاره کرد.